# Mankells Wallander: Offene Rechnungen
Offene Rechnungen (schwedisch: Jokern) ist ein schwedisch-deutscher Fernsehfilm aus dem Jahr 2006.
Es handelt sich um die zwölfte Folge der ersten Staffel, also die insgesamt zwölfte Folge der schwedischen Kriminalserie Mankells Wallander mit Krister Henriksson in der Hauptrolle. Die Erstaufführung in Schweden fand am 1. November 2006 auf TV4 statt; die deutschsprachige Erstausstrahlung erfolgte am 8. April 2007  auf Das Erste.

## Handlung
Als die alleinerziehende Carina Olsson von Malmö nach Ystad gezogen ist, hat sie ein Restaurant am Strand eröffnet. Eines Nachts wird sie am Strand vor ihrem Restaurant mit zwei Kopfschüssen getötet. Sie wurde von ihrer Mitarbeiterin Kim Sundström gefunden.
Einzige Augenzeugin ist Carinas achtjährige Tochter Cleo, die sich vor Angst in der Küche versteckt. Als Linda sie befragt, steht Cleo unter Schock und ist unfähig zu reden. Laut Kims Aussage hat Carina nie erzählt, wer Cleos Vater ist. Vor wenigen Tagen hätte Carina Besuch von Jack Hansson, dem Kneipenkönig aus Malmö, gehabt.
Wallander besucht einen Kollegen in Malmö, der seinerzeit in die Ermittlungen gegen Jack Hansson involviert war. Jack Hansson hätte lebenslänglich bekommen sollen, doch als ein Zeuge nach dem anderen absprang, blieb nur noch ein Urteil von einem halben Jahr übrig. Die Ermittlungen wurden von Frank Borg geleitet, der über vier Jahre an Jack Hansson dran war und die Kriminellen gern mit ihren eigenen Mitteln bekämpft. Frank Borg erzählt Wallander, dass Carina im „Joker“, einer Kneipe, die von Hanssons Strohmännern betrieben wird, gearbeitet hat, und Frank Borg einiges erzählt hat. Doch nachdem der Barkeeper des „Joker“ seine Schulden nicht mehr zurückzahlen konnte, seine Kniescheiben zerschossen wurden und er, nachdem er geredet hat, spurlos verschwand, nahm Carina alles wieder zurück.
Als Alibi für die Tatzeit gibt Hansson seine Ehefrau an. Er hätte Carina aufgesucht, um ihr seine finanzielle Hilfe anzubieten; er wäre an ihrem Restaurant interessiert gewesen. Borg hält es für wahrscheinlich, dass Hansson jemanden engagiert hat, um Carina umzubringen, statt dies selbst zu tun; er hätte die Möglichkeit, die in Frage kommenden Täter zu überprüfen.
Frank Borg fährt mit Stefan nach Malmö und befragt unter Einschüchterung den Zeugen Santiago, der eine größere Summe Geld bekommen hat, von wem er dieses Geld hat. Santiago nennt den Namen Malm. Laut Frank Borg beschützt Malm gegen Geld Leute, die bedroht werden, und hat viel für Hansson gearbeitet.
Hansson erklärt gegenüber Wallander, er würde nicht sein Familienleben riskieren, um wegen eines Mordes an Carina lebenslänglich ins Gefängnis zu gehen. Als Carina für ihn arbeitete, sei im „Joker“ ein Betrag von drei Millionen verschwunden.
Nachdem Frank Borg und Stefan Viktor Malms Wohnung eine Zeitlang observiert haben, verliert Frank Borg die Geduld. Er setzt einen Notruf ab, unter Malms Adresse fände ein Streit statt, woraufhin er von der Zentrale zu einem Streit gerufen wird. Stefan und Frank Borg brechen in Malms Wohnung ein und finden ein Foto von Carina sowie eine Pistole. Als Malm am nächsten Tag seine Wohnung mit dem Motorrad verlässt, verfolgen Frank Borg und Stefan ihn. Stefan fotografiert Malm, wie dieser Hanssons Anwalt trifft und eine Tüte in Empfang nimmt. Frank Borg verfolgt Malm und lässt Stefan zurück, der mit dem Taxi nach Ystad fährt.
Cleo spricht inzwischen wieder, hat aber noch nichts über die Tat gesagt. Kim würde gerne das Sorgerecht für sie bekommen. Sie hat eine neue Stelle in Aussicht; außerdem hat Carina für Cleo Geld für den Notfall zurückgelegt. Jemand zielt mit einem Gewehr auf Cleo, als ein Auto ins Schussfeld fährt.
Eine Befragung von Hanssons Anwalt durch Wallander bringt keine neuen Erkenntnisse, stattdessen erfährt Wallander, dass Frank Borg und Stefan Santiago unter Druck gesetzt haben. Wallander beschließt, Frank Borg vom Fall abzuziehen. Er hat nun die Genehmigung für eine Hausdurchsuchung bei Malm, um nach der Mordwaffe zu suchen.
Nyberg findet heraus, dass Frank Borg zwar bei der Razzia im „Joker“, als die drei Millionen verschwanden, nicht anwesend war, jedoch seine Fingerabdrücke gefunden wurden; Frank Borg hat seinerzeit gemeint, er sei möglicherweise unvorsichtig gewesen. Nyberg vermutet, dass Frank Borg vor der Razzia im „Joker“ war.
Stefan wundert sich, woher Santiago Hanssons Anwalt kannte. Frank Borg und Stefan erfahren von Santiago, dass Malm sich in der Zuckerfabrik befindet.
In der Zwischenzeit wundert sich Linda, woher Linda das Geld für den Restaurantkauf hatte. Wallander vermutet, dass Carina Frank Borg damit erpresst haben könnte, dass dieser Hanssons drei Millionen genommen hat und deswegen von Frank Borg umgebracht wurde.
Stefan benachrichtigt Wallander, dass er und Frank Borg in der Zuckerfabrik nach Malm suchen. Wallander weist Stefan an, auf Verstärkung zu warten. Stefan erschießt Malm, woraufhin Frank Borg dem toten Malm eine Waffe zusteckt. Zudem findet er bei Malm ein Foto von Cleo, was darauf hindeutet, dass Malm den Auftrag hatte, Cleo zu töten.
Linda zeigt Cleo ein Foto von Malm und fragt, ob sie ihn kennt, was aber zu keinem Ergebnis führt.
Nyberg untersucht die Waffe, die Frank Borg Malm zugesteckt hat, und findet heraus, dass mit dem gleichen Kaliber und der gleichen Munition auch Carina umgebracht wurde.
Als Linda Carinas Konto überprüft, findet sie neben größeren Einzahlungen Carinas auch heraus, dass Frank Borg seit acht Jahren 3200 Kronen pro Monat eingezahlt hat; allem Anschein nach ist er Cleos Vater.
Frank Borg taucht bei Hansson auf und informiert ihn, dass Cleo zu einer Gegenüberstellung bereit ist. Sie sagt, dass sie Hansson wiedererkennt, aber nicht vom Strand. Als sie nach der Gegenüberstellung ihre Puppe holen geht, läuft sie Hanssons Anwalt über den Weg. Er droht ihr, sie und Kim umzubringen, wenn sie irgendjemandem erzählt, dass sie ihn gesehen hat. Cleo macht vor Schreck in die Hose. Frank Borg sieht, wie Hanssons Anwalt die Polizeistation verlässt, und verfolgt ihn. Stefan findet dank Ebba heraus, dass Hanssons Anwalt soeben die Polizeistation verlassen hat. Frank Borg beschuldigt den Anwalt, die drei Millionen gestohlen und dann Carina erschossen zu haben. Frank Borg erpresst von ihm ein Geständnis. Stefan kommt hinzu und kann Weiteres verhindern.
Wallander stellt Hanssons Anwalt in Aussicht, dass er in ein Gefängnis kommt, in dem er vor Hansson sicher ist, wenn er gegen ihn aussagt; Frank Borg hätte, wie dieser sagt, keinen Druck ausgeübt.
Stefan bringt Frank Borg zu Cleo, der am Strand mit ihr spielt.

## Kritiken
„Solider (Fernsehserien-)Krimi um den scharfsinnigen Provinz-Ermittler, angesiedelt im Spannungsfeld zwischen Gesetz und Selbstjustiz. - Ab 14.“